# Vinfaro
|  | Per a altres significats, vegeu «Castell de Vinfaro». |

Vinfaro és un despoblat al municipi d'Alfés (Segrià). Hi ha les restes de l'antic castell de Vinfaro, declarat bé cultural d'interès nacional, i una masia. De l'antic Castell de Vinfaro queden restes escasses en un turó prop el riu Set. La fortalesa està documentada el 1197. De l'antic castell de Vinfaro depenien els termes de la Manxa i de Torrepicona. El 1282 l'antic poblat de Vinfaro comptava amb 16 focs.
La masia és al nord del terme, a la dreta del riu Set. És un habitatge unifamiliar aïllat amb gran nombre d'afegits d'obra agrícola. L'edifici segueix el característic model simètric de gran mansió: entrada i gran sala central, on donen totes les habitacions. En una de les parets de la masia hi hagué un escut procedent del vell casal -propietat del Marqués de Benavent. Havia estat sota la propietat dels Romeu de Lleida i dels Montagut de València. Fou adquirit el 1516 per la família Remolins i el 1628 pels Riquer, marquesos de Benavent. Al començament del segle xviii ja era despoblat.